# 제2전투비행단 리히트호펜
제2전투비행단 리히트호펜(독일어: Jagdgeschwader 2 „Richthofen“; JG 2)는 제2차 세계 대전 당시 독일 국방군 공군의 부대 중 하나이다.
1939년 5월 1일 창설되었다. 전쟁 개전 시점에는 제3공군관구사령부(Luftgaukommando III)에 속해 베를린에 주둔하고 있었다. 비행단 본부와 제2비행집단은 메서슈미트 Bf 109E를 장비하고 되베리츠에 주둔했다. Bf 109D를 장비한 제10편대는 슈트라우스베르크에 주둔했다.
1941년 6월의 바르바로사 작전을 준비하는 과정에서, 1941년 5월 대부분의 전투기 부대들이 동부 국경으로 이동했다. 서부전선에 남은 전투비행단은 둘 뿐이었는데, JG 2와 JG 26이었다. 이후 2년간 이 두 부대가 서부전선에서 영국 왕립공군(RAF)과의 주간 전투를 거의 전담했다. JG 2와 JG 26이 보유한 Bf 109기는 E형과 F형을 통틀어 약 120대 정도였다.
1941년 6월 21일, 해협 전선에서 가열찬 전투가 벌어졌다. RAF는 두 차례의 곡예공세를 벌였고, JG 2 제2비행집단과 JG 26은 각각 스핏파이어 10대와 8대를 격추했다고 주장했다(실제 손실된 스핏파이어는 세 대였다고 함). 6월 23일 JG 2의 제9편대가 스핏파이어들에 거의 궤멸되었다.
1941년 7월 23일, JG 2는 스핏파이어 29기를 격추했다고 주장했고, 같은 날 JG 26도 10대를 격추했다고 보고했다(실제 영국측의 스핏파이어 손실은 15기). 1941년 7월 23일에는 JG 2는 처음으로 B-17 포트리스 폭격기를 격추시켰다.
같은 해 8월 JG 2는 통산 800기 격추를 달성했다고 보고했고, 비행단원 6명이 철십자장을 수훈했다. 1941년 8월 12일, 영국측이 생토메르와 고스네이를 표적으로 한 69번째와 70번째 곡예공세를 개시했다. JG 2가 요격에 나섰고 비행단장 발터 외자우 소령이 90분간 스핏파이어 5기를 격추했고, 다른 단원 2명도 6기를 더 격추했다고 보고되었다. 실제 해당일에 격추된 영국 스핏파이어는 6기였다.
RAF는 1941년 9월 20일 세 차례 곡예공세를 더 벌였다. JG 2는 스핏파이어 25기를 격추했다고 보고했다(실제 격추된 스핏파이어는 7기).
1942년 2월 11일에는 독일 순양전함 그나이제나우와 샤른호르스트가 주간에 영불해협을 건너 북해 독일 항구로의 회항을 시도했다(케르베루스 작전). 이때 JG 2는 두 전함을 호위하면서 전함 공격을 시도하는 영국군 스핏파이어를 20기 격추했으며 자기들의 피해는 없었다고 보고했다.
1942년 JG 2는 고고도 전투를 담당한 제11편대를 제외하면 모두 장비를 포케불프 Fw 190A로 교체했다. JG 2는 브레스트에서 솜므에 이르는 프랑스의 독일 점령지에서 계속 활동했고, JG 26은 벨기에와 북프랑스를 담당했다. 3월이 되면 JG 2 제3비행집단은 테비유와 모를레에서 활동했고 4월 말에는 제1비행집단이 모페르튀쉬르메르, 모를레, 생브리외에서 활동했다.
1942년 8월 19일, 연합군이 최초로 유럽 대륙에 대한 코만도 공습인 디에프 기습을 실시했다. JG 2는 430회 출격하여 연합군 비행기 59기를 격추하고 자기 비행기 14기를 피격추, 조종사 8명이 사망했다.
1942년 말이 되면 JG 2는 미국 육군 항공대 제8공군의 주간 폭격 공세 요격의 최전선에 서게 되었다. JG 2 제2비행집단 비행집단장 에곤 마이어 소령이 고안한 "정면대응" 공격법은 독일군 전투기 부대 사이에서 B-17 포트리스 폭격기에 대한 표준적인 대응방식이 되었다.
이후 미국 육군 항공대가 독일 상공에서 제공권을 장악하면서 1944년 상반기에 독일군은 신참 조종사들이 떼로 죽어나갔다. 숙련 조종사 일부도 격추되었는데, JG 2 비행단장이자 102기 격추 에이스인 에곤 마이어가 1944년 3월 격추되어 사망했다. 후임자인 쿠르트 우벤도 불과 한 달 뒤에 미군에 격추되어 사망했다.
1944년 6월 6일 노르망디 상륙 당시 독일측의 공군 주공이 JG 2였다. 해안에서 불과 60 킬로미터 떨어진 코르멜레엥벡생에 주둔한 JG 2 제1비행집단은 연합군 교두보에서 가장 가까운 전투기부대였다. 이후 캉에서 영국군 타이푼들과 항공전이 벌어졌고, 이미 제공권을 상실한 JG 2는 숙련 조종사들을 잃었다.
1944년 말 JG 2는 Fw 190D-9 "도라"의 첫 시제기를 받았다. 이때쯤 JG 2는 프랑크푸르트 근교에서 활동했다. 1945년 신년 벽두, 저지대 국가와 프랑스의 연합군 공군에 대한 총공세인 보텐플라테 작전이 개시되었다. 하지만 공세는 실패로 끝났고 독일 공군은 회복 불능의 피해를 입었다. 이 작전에서 JG 2는 조종사 37명이 사망하고 전력의 40%를 상실했다. 겨울에서 봄으로 넘어가는 환절기에 JG 2는 라인란트를 떠나 바이에른으로 옮겼다. 독일이 서방 연합군에게 무조건 항복(뤼네부르크 황야의 항복)하자 JG 2는 5월 7일 뮌헨 근교에서 해산했다.

## 역대 비행단장
1. 소령 요한 라이텔: 1939년 4월 1일-1939년 6월 8일
2. 대령 게르트 폰 마소프: 1936년 6월 9일-1940년 3월 31일
3. 대령 하리 폰 뷜로프보트캄프: 1940년 4월 1일-1940년 9월 2일
4. 소령 볼프강 셸만: 1940년 9월 2일-1940년 10월 20일
5. 소령 헬무트 비크: 1940년 10월 20일-1940년 11월 28일 (MIA)
6. 대위 카를하인츠 그라이제르트: 1940년 11월 28일-1941년 2월 16일
7. 소령 빌헬름 발타자르: 1941년 2월 16일-1941년 7월 3일
8. 중령 발터 외자우 1941년 7월 4일-1943년 7월 1일
9. 소령 에곤 마이어: 1943년 7월 1일-1944년 3월 2일 (KIA)
10. 소령 쿠르트 우벤: 1944년 3월 2일-1944년 4월 27일 (KIA)
11. 중령 쿠르트 뷜링겐: 1944년 4월 28일-1945년 5월 8일